# حزبية (سياسة)
تعرف الحزبية في العلوم السياسية على أنها مجموعة من الأعضاء «المُحزّبين» الذين ينتمون إلى حزب سياسي معين يحمل نفس المفهوم في نظم التعددية الحزبية دلالة سلبية نحو هؤلاء الأعضاء حيث أنهم يدعمون حزبهم السياسي وربما لن يكون في مقدورهم تصحيح مسارات هذا الحزب في كل الحالات وقد تأثرت الحزبية السياسية بالكثير من العوامل مثل الاحداث الجارية أو رؤساء الأحزاب أو القرارات وحتى الموقع.
فعلى سبيل المثال من الواضح في ميدان الكومنولث أن المملكة لا تعتبر حزبية سياسية حيث يخول لها سلطات معينة لتشكيل أو حل الحكومات في الأزمات الديمقراطية. وهذا ينافي فكرة أن هؤلاء السياسين المحترفين يجب أن يدافعوا عن مصالح حزبهم. وقد تغير مفهوم الحزبية السياسية في الولايات المتحدة الأمريكية بشكل كبير في الخمسون عام الماضية ففي الدراسة التي أجريت علي الانتخابات الوطنية الأمريكية (في أنجلس كامبل) في 1952 ظهرت اتجاهات حزبية فردية ناتجة عن السلوك الانتخابي ومنذ ذلك الحين أصبحت الحزبية السياسية تشير الي سلوك فردي مرتبط بتماثل نفسي نحو أحد الأحزاب السياسية الكبري.